# Teucholabis schineri
Teucholabis schineri är en tvåvingeart som beskrevs av Günther Enderlein 1912. Teucholabis schineri ingår i släktet Teucholabis och familjen småharkrankar.
Artens utbredningsområde är Venezuela. Inga underarter finns listade i Catalogue of Life.